# Gorysz błotny
Gorysz błotny (Peucedanum palustre (L.) Moench) – gatunek byliny z rodziny selerowatych. 

## Rozmieszczenie geograficzne
Zasięg gatunku obejmuje Europę, od Francji i Wysp Brytyjskich na wschód, oraz północno-zachodnią Azję po środkową Syberię na wschodzie. Na południu sięga do Włoch, Półwyspu Bałkańskiego (w Bułgarii wymarł), Ukrainy i południowej Rosji.
W Polsce jest rozpowszechniony na niżu, rzadki w Sudetach i bardzo rzadki w Karpatach i na Pogórzu Karpackim.

## Morfologia

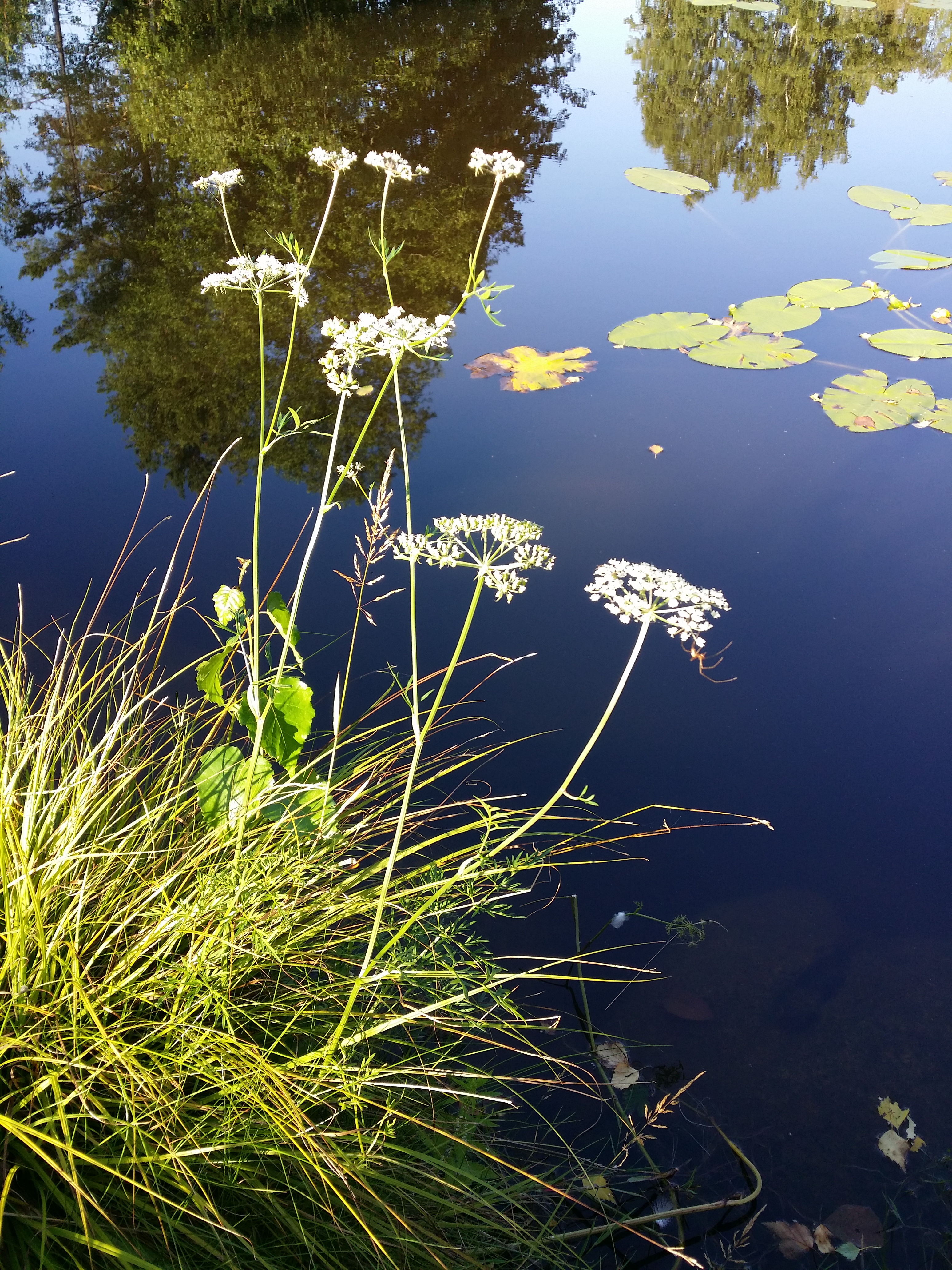
Pokrój

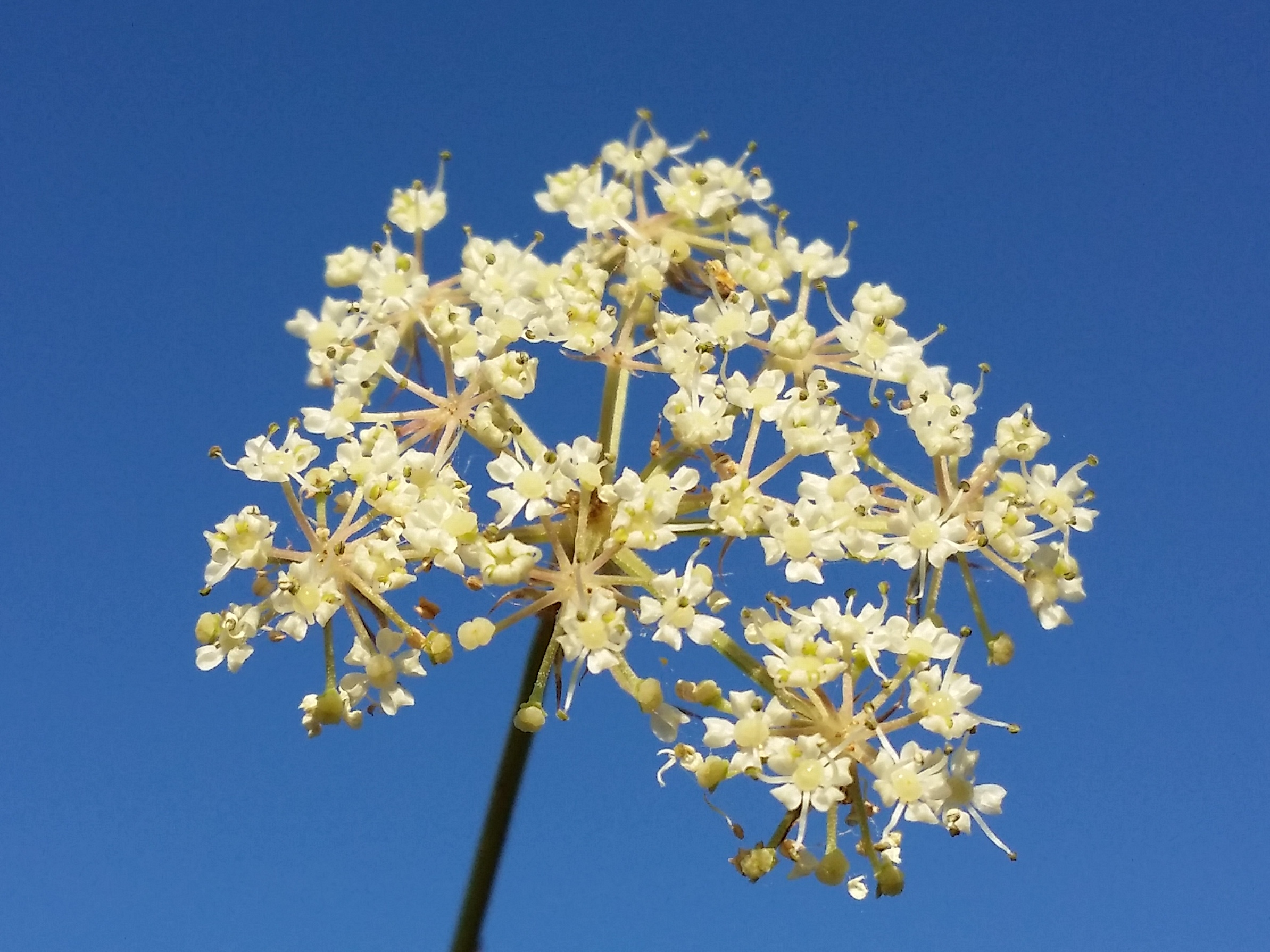
Kwiatostan

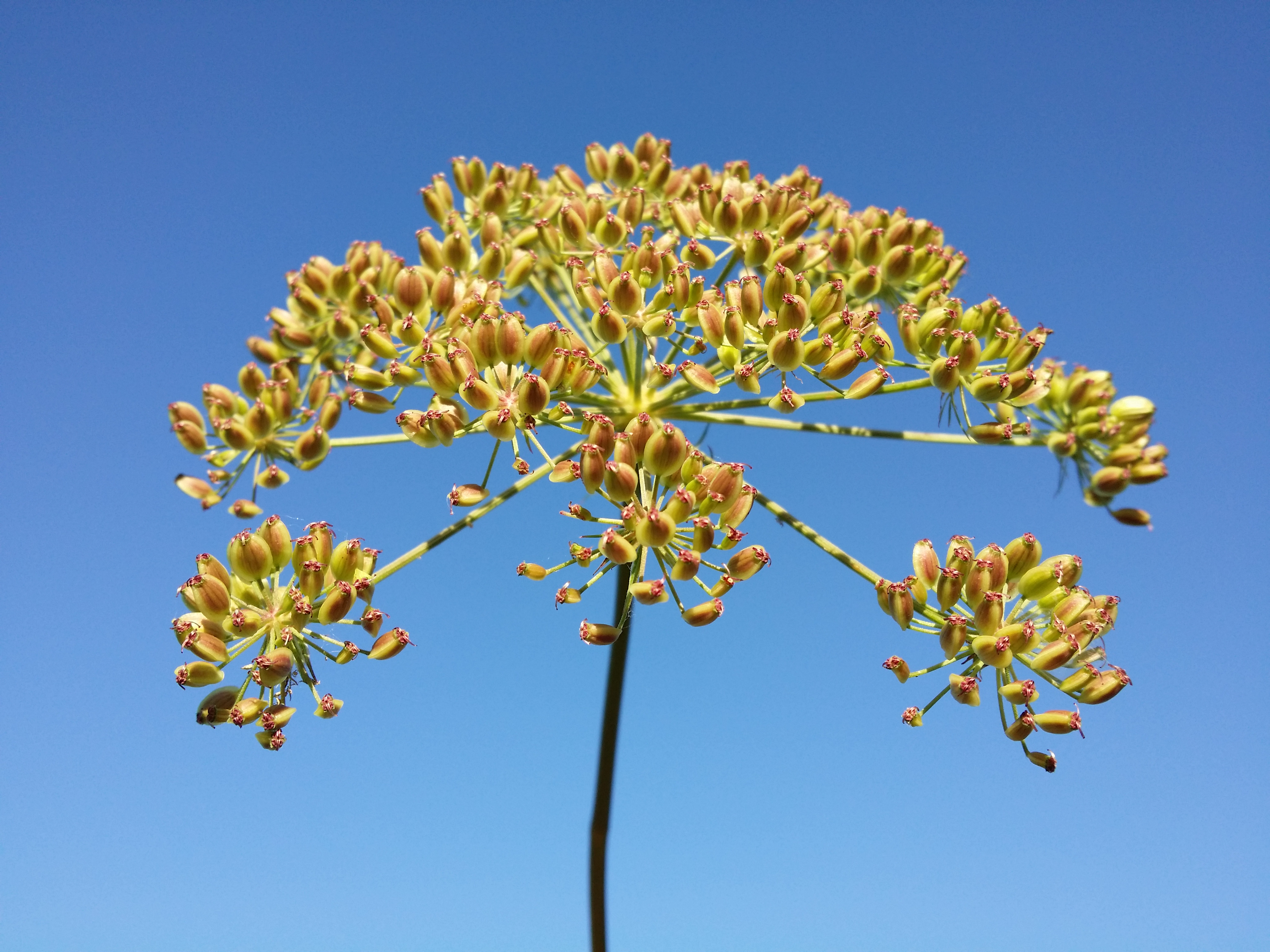
Owoce

PokrójNiemal całkiem naga roślina zielna, pęd nadziemny wyrasta z wrzecionowatego kłącza pozbawionego tuniki ze starych liści.
ŁodygaOsiąga wysokość 50–150 cm, nie rozgałęzia się lub rozgałęziona w górnej części, jest dęta i kanciasto bruzdowana.
LiścieDolne są długoogonkowe, z krótkimi pochwami u nasady, o blaszce osiągającej do 40 cm długości i szerokości, w ogólnym zarysie trójkątnej. Jest ona 2–3-krotnie pierzasto podzielona, z odcinkami 1 i 2 rzędu osadzonymi na ogonkach, ale odcinkami ostatniego rzędu siedzącymi, silnie nacinanymi, z łatkami równowąskimi lub lancetowato równowąskimi. Na końcach łatek znajdują się chrząstkowate ostrza. Górne liście osadzone są na wydłużonych, obłonionych i uszkowato wyciągniętych pochwach liściowych. Ich blaszki są znacznie mniejsze i słabiej podzielone. Liście są nagie z wyjątkiem nerwów i brzegów, które są nieco szorstkie.
KwiatyZebrane w baldaszki, a te w liczbie 15–30 w duże i płaskie baldachy złożone. Szypuły w obrębie baldachu i szypułki w baldaszkach są owłosione. Pokrywy i pokrywki są liczne, lancetowate, są obłonione, mają szorstkie brzegi i są odgięte w dół. Ząbki kielicha są krótkie i szerokie. Płatki korony osiągają do 1,5 mm długości, są białe, okrągłe lub odwrotnie sercowate, na szczycie wycięte, z łatką zagiętą do środka kwiatu.
OwoceSzeroko eliptyczne rozłupnie, osiągające do 5,5 mm długości i 4 mm szerokości. Mają trzy tępe i szerokie żebra grzbietowe i dwa oskrzydlone żebra brzeżne. Na szczycie z płaskim krążkiem miodnikowym i dłuższymi od niego dwiema szyjkami słupka.

## Biologia i ekologia
Roślina dwuletnia i bylina, hemikryptofit. Kwitnie w lipcu i sierpniu. 
Występuje na torfowiskach, mokrych łąkach, w wilgotnych i bagiennych zaroślach i lasach oraz na brzegach wód. Gatunek charakterystyczny dla klasy (Cl.) Magnocaricion. 
Liczba chromosomów 2n= 22.